# Patrick Eaves
Patrick Eaves (* 1. Mai 1984 in Calgary, Alberta, Kanada) ist ein ehemaliger US-amerikanischer Eishockeyspieler und derzeitiger -scout, der im Verlauf seiner aktiven Karriere zwischen 2000 und 2019 unter anderem 716 Spiele für die Ottawa Senators, Carolina Hurricanes, Detroit Red Wings, Nashville Predators, Dallas Stars und Anaheim Ducks in der National Hockey League (NHL) auf der Position des rechten Flügelstürmers bestritten hat. Sein Vater Mike Eaves war ebenfalls professioneller Eishockeyspieler und stand zwischen 1978 und 1986 für die Minnesota North Stars und Calgary Flames in der NHL auf dem Eis.

## Karriere
Der 1,83 m große Stürmer spielte für das Boston College in der Hockey East, einer College-Liga der National Collegiate Athletic Association, bevor er beim NHL Entry Draft 2003 als 29. Spieler in der ersten Runde von den Ottawa Senators ausgewählt wurde.

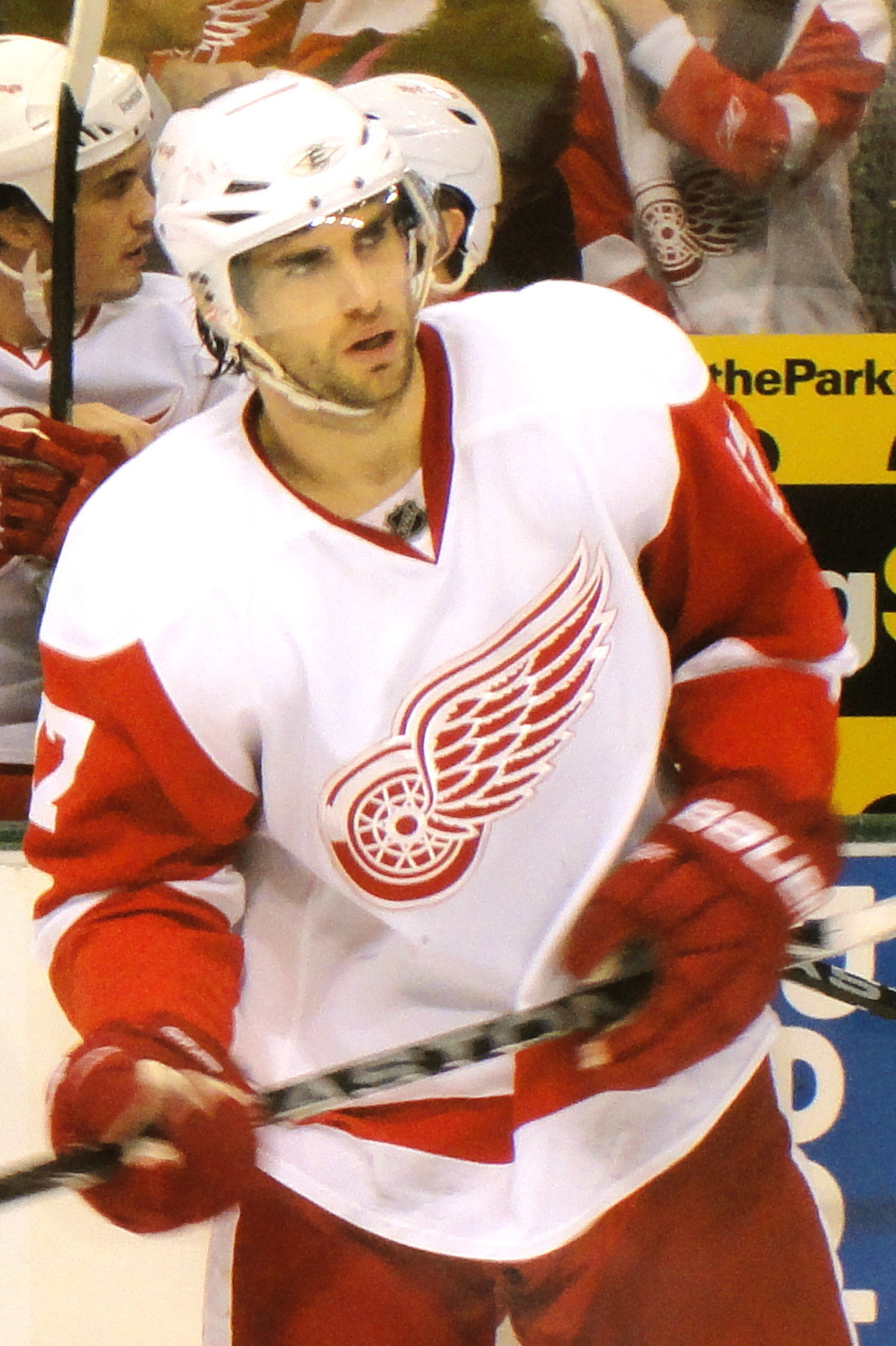
Patrick Eaves im Trikot der Detroit Red Wings (2010)

Eaves wurde zunächst im Farmteam, die Binghamton Senators, in der American Hockey League eingesetzt, doch noch während der Saison 2005/06 absolvierte der Rechtsschütze aufgrund der guten Leistungen in der tieferen Spielklasse seine ersten NHL-Spiele für die Ottawa Senators und zählte danach zum Stammpersonal.
2007 wurde Eaves für das im Rahmenprogramm des NHL All-Star Game stattfindende YoungStars Game nominiert, dort lief er für das Team der Eastern Conference auf. Im Februar 2008 wurde Eaves von den Senators zu den Carolina Hurricanes transferiert. Nach einer Saison als Stammspieler bei den Hurricanes wurde er am 24. Juli 2009 an die Boston Bruins abgegeben, für die er allerdings nicht spielte. Am 4. August 2009 unterschrieb er einen Vertrag bei den Detroit Red Wings. In der Saison 2009/10 stand er in 65 Spielen für die Red Wings im Einsatz, schoss zwölf Tore, gab zehn Torvorlagen und sammelte 22 Punkte.
Im November 2013 wurde Eaves auf den Waiver gesetzt und spielt bis zu einem eventuellen Wechsel für die Grand Rapids Griffins in der AHL. Im März 2014 gaben ihn die Red Wings dann gemeinsam mit Calle Järnkrok und einem Wahlrecht für den NHL Entry Draft 2014 an die Nashville Predators ab und erhielten im Gegenzug David Legwand. Für die Predators absolvierte er bis zum Ende der Saison fünf Spiele, ehe er sich im Juli 2014 als Free Agent den Dallas Stars anschloss. Dort stand er bis zum Februar 2017 auf dem Eis, ehe er für ein Zweitrunden-Wahlrecht im NHL Entry Draft 2017 zu den Anaheim Ducks transferiert wurde. Sollte Anaheim das Conference-Finale erreichen und Eaves dabei mindestens die Hälfte der Spiele absolvieren, wird aus dem Zweit- ein Erstrunden-Wahlrecht; diese Bedingungen wurden Mitte Mai erfüllt.
Anfang der Saison 2017/18 wurde bei Eaves das Guillain-Barré-Syndrom diagnostiziert, sodass er den Rest der Spielzeit ausfiel. Auch im Folgejahr kam er verletzungsbedingt zu wenig Spielzeit, sodass er zeitweise beim Farmteam der Ducks eingesetzt wurde, den San Diego Gulls aus der AHL. In der Spielzeit 2019/20 fiel der Stürmer ebenso komplett aus, ehe sein auslaufender Vertrag im Herbst 2020 nicht verlängert wurde und er seine Karriere beendete. Zur Saison 2020/21 heuerte er als Scout bei den Florida Panthers aus der NHL an.

### International
Mit der US-amerikanischen U20-Nationalmannschaft, die zu dieser Zeit von seinem Vater trainiert wurde, gewann er bei den Weltmeisterschaften 2004 die Goldmedaille. Zwei Jahre zuvor hatte er bereits mit der U18-Nationalmannschaft die Goldmedaille bei den Weltmeisterschaften 2002 gewonnen.

## Erfolge und Auszeichnungen
| - 2004 Hockey East Second All-Star-Team - 2004 NCAA East Second All-American-Team - 2005 Lamoriello-Trophy-Gewinn mit dem Boston College - 2005 Hockey East First All-Star-Team | - 2005 Hockey East Player of the Year - 2005 NCAA East First All-American-Team - 2007 Teilnahme am NHL YoungStars Game |

### International
- 2002 Goldmedaille bei der U18-Junioren-Weltmeisterschaft
- 2004 Goldmedaille bei der U20-Junioren-Weltmeisterschaft

## Karrierestatistik

### International
Vertrat die USA bei:
- U18-Junioren-Weltmeisterschaft 2002
- U20-Junioren-Weltmeisterschaft 2004

(Legende zur Spielerstatistik: Sp oder GP = absolvierte Spiele; T oder G = erzielte Tore; V oder A = erzielte Assists; Pkt oder Pts = erzielte Scorerpunkte; SM oder PIM = erhaltene Strafminuten; +/− = Plus/Minus-Bilanz; PP = erzielte Überzahltore; SH = erzielte Unterzahltore; GW = erzielte Siegtore; 1 Play-downs/Relegation; Kursiv: Statistik nicht vollständig)